# Antonio Puri Purini
Antonio Puri Purini (Atene, 22 maggio 1942 – Roma, 8 febbraio 2013) è stato un diplomatico e saggista italiano.

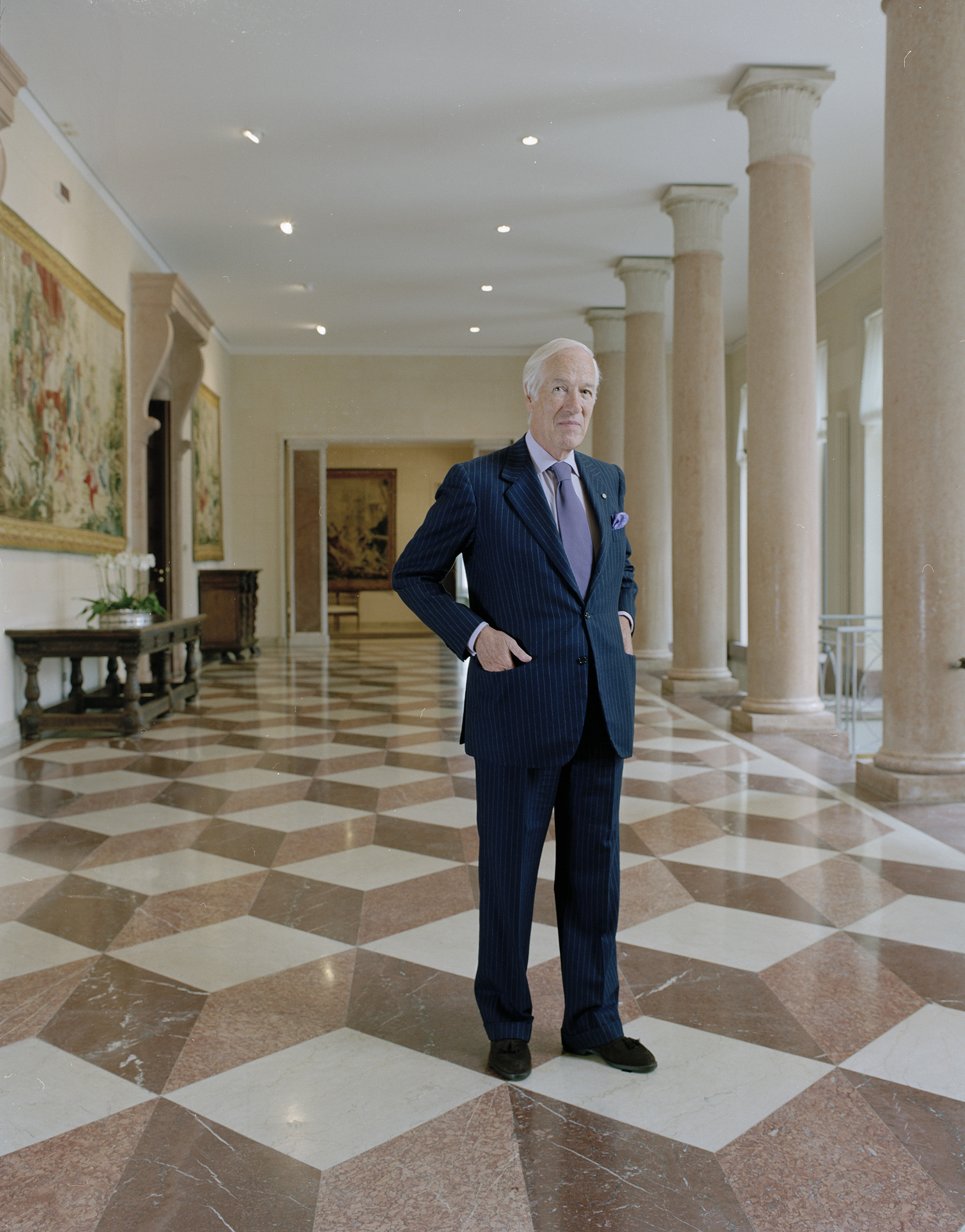
Antonio Puri Purini, Berlin 2008

Europeista convinto, profondo conoscitore e grande amico della cultura germanofona, è stato Consigliere diplomatico del Presidente della Repubblica Carlo Azeglio Ciampi dal 1999 al 2005 e Ambasciatore d'Italia a Berlino dal 2006 al 2009.

## Biografia
Figlio del diplomatico Giuseppe Puri Purini, cittadino dell'Impero austro-ungarico fino all'annessione di Trieste all’Italia nel 1918 e della baronessa Margherita Rinaldo di San Rufo. Sposato con Rosanna Donà dalle Rose, ha avuto quattro figli.
Ha trascorso la sua giovinezza seguendo la famiglia nei vari paesi (Grecia, Austria, Romania, Libia, Argentina, Sudan) dove suo padre era in servizio come diplomatico. Nel 1960, ha iniziato gli studi all'Università La Sapienza di Roma laureandosi in Scienze politiche ed avviando contestualmente la preparazione al concorso diplomatico che ha superato nel 1965 all'età di ventitré anni.
Antonio Puri Purini ha servito lo Stato per quarantaquattro anni ricoprendo vari incarichi sia a Roma presso il Ministero degli Affari Esteri (Direzione Generale Affari Politici, Gabinetto del Ministro degli Affari Esteri), alla Presidenza del Consiglio dei ministri (Ufficio del Consigliere Diplomatico), al Senato (come capo della segreteria del Presidente del Senato Fanfani dal 1980 al 1982) sia all'estero (Washington nel 1969, Monaco di Baviera nel 1972, Tokyo nel 1974, Madrid nel 1982, Washington nel 1995, Strasburgo nel 1998 e Berlino nel 2006).
Nel 1987 ha organizzato il vertice economico di Venezia. Dal 1990 al 1995, come Direttore dell'Energia, spazio e cooperazione tecnologica del Ministero degli Affari Esteri, ha contribuito alla definizione di nuove linee di collaborazione con l'Europa orientale, l'ex Unione Sovietica e il bacino Mediterraneo. Nel 1994 ha organizzato la partecipazione dell'Italia al primo G7 sulla società dell'informazione a Bruxelles. Nello stesso anno, e nell’esercizio delle funzioni di Presidente del Gruppo di lavoro del G7 sulla sicurezza nucleare, ha coordinato un piano d'azione sulla chiusura della centrale di Černobyl' recandovisi per tre volte e un rapporto del G7 sulla sicurezza nucleare e la politica energetica in Europa orientale e nell'ex Unione Sovietica. Fino al giugno 1995 è stato Vice Presidente del Consiglio di Direzione dell'Agenzia internazionale dell'energia a Parigi.
Tornato a Washington nel 1995 come Ministro dell'ambasciata, è particolarmente impegnato nel consolidamento del legame transatlantico e nel rilancio della collaborazione bilaterale fra Italia e Stati Uniti. Nel 1998 è stato nominato Rappresentante permanente d'Italia presso il Consiglio d'Europa a Strasburgo. Dal giugno 1999 al 2005 è stato Consigliere diplomatico del Presidente della Repubblica Carlo Azeglio Ciampi. Secondo l'Ambasciatore Puri Purini, all'Europa dell'unione monetaria e all'unificazione economica continentale doveva seguire l'unificazione politica dell'Europa.
Nel 2002 è stato nominato Ambasciatore d'Italia. Il suo ultimo incarico, dal 2005 al 2009, è stato quello di Ambasciatore d'Italia a Berlino, in una Germania interlocutore privilegiato nel processo di integrazione europea, e ha dedicato molta attenzione alle relazioni bilaterali tra i due paesi, alle questioni della collettività italiana in Germania, prendendo le difese dell'Italia in modo deciso quando si è reso necessario. Nel 2008, è stato scelto per selezionare le 50 opere più rappresentative della cultura europea nella mostra "Schoenheit" ("Bellezza") a Berlino, in occasione del cinquantenario del Trattato di Roma.
Grande appassionato d'arte e sostenitore dell'importanza della cultura nelle relazioni internazionali, terminata la carriera diplomatica nel 2009, è stato saggista ed editorialista per quotidiani come il "Corriere della Sera", e diverse testate tedesche tra cui "Die Zeit", e riviste di politica internazionale e cultura come "Il Giornale dell'Arte". È stato inoltre membro dell’European Advisory Board della più grande banca tedesca, Deutsche Bank AG, nominato Presidente dei 200 del FAI - Fondo per l'Ambiente italiano, membro dell’Aspen Institute Italia e del Comitato Direttivo dell’Istituto Affari Internazionali. È intervenuto a varie Conferenze e Convegni su tematiche attinenti all'Europa e alla geopolitica.
È morto l'8 febbraio 2013 all'età di 70 anni per un cancro al polmone.
Dal 2018, è stata istituita presso l'Istituto per gli studi di politica internazionale (ISPI) una borsa di studio per il corso "Master in Diplomacy" che permette ad un giovane meritevole di prepararsi al concorso della Farnesina per Segretario di Legazione, il primo grado della carriera diplomatica. Come riporta il sito dell'ISPI: "La borsa di studio è in memoria dell’Ambasciatore Antonio Puri Purini, dedicatosi tutta la vita a mantenere alto il prestigio dell’Italia in campo internazionale e ad affermare la tradizione di qualità della carriera diplomatica."

## Opere
- Dal Colle più alto. Al Quirinale con Ciampi negli anni in cui tutto cambiò, Il Saggiatore.
- Selbstmordgefährdet. Die Europäische Union steckt in der Krise – nur ein übermenschlicher Kraftakt kann sie retten. In: Cicero (2011)
- Schönheit! 50 Meisterwerke aus den Staatlichen Museen zu Berlin.

## Onorificenze e Riconoscimenti
- Cavaliere di Gran Croce Ordine al Merito della Repubblica Italiana
- Grande Ufficiale dell’Ordine al Merito della Repubblica Federale di Germania
- Cavaliere di Gran Croce del Royal Victorian Order
- Commendatore della Legione d’Onore
- Gran Croce dell’Ordine della Corona del Belgio
- Gran Croce dell’Ordine di San Gregorio Magno